# Treux
Treux település Franciaországban, Somme megyében. Lakosainak száma 219 fő (2022. január 1.). Treux Buire-sur-l’Ancre, Méricourt-l’Abbé, Sailly-le-Sec és Ville-sur-Ancre községekkel határos.

## Népesség
A település népessége az elmúlt években az alábbi módon változott:
| Lakosok száma | 239  | 249  | 253  | 249  | 241  | 232  | 224  | 221  | 219  |
|               | 2013 | 2015 | 2016 | 2017 | 2018 | 2019 | 2020 | 2021 | 2022 |